# Trường Quốc tế Đa cấp Anh - Hà Nội
Trường Quốc tế Đa cấp Anh - Hà Nội (British International School Hanoi)  viết tắt là BIS Hà Nội là một trường quốc tế trong đặt tại khu đô thị Vinhomes Riverside Hà Nội. Đây cũng là một phần của Nord Anglia Education, và là một trong bốn trường Quốc tế Anh tại Việt Nam. Trường cung cấp mô hình giáo dục kiểu Anh cho trẻ em từ hai đến mười tám tuổi. Trường đã đăng ký với hội đồng Giáo dục Quốc tế Cambridge Assessment International Education.

## Đào tạo
Giai đoạn tiểu học được dựa trên Chương trình giảng dạy quốc gia của Anh và Chương trình giảng dạy tiểu học quốc tế. Giai đoạn trung học tuân theo Chương trình giảng dạy quốc gia được dạy cho học sinh ở Anh, xứ Wales và Bắc Ireland. Học sinh chuẩn bị cho Chứng chỉ Giáo dục Trung học Quốc tế trong năm học thứ 10 và 11 của mình. Trong năm học 12 và 13, học sinh theo học chương trình Văn bằng IB.
Trường nằm trong hệ thống Trường quốc tế của IB, được ủy quyền cung cấp chứng chỉ IB (IB Diploma Programme). Đây là thành viên của Liên đoàn các trường quốc tế Anh ở châu Á và được công nhận bởi Hội đồng các trường quốc tế và Hiệp hội các trường đại học và cao đẳng phương Tây.
Trường cung cấp giải thưởng Công tước xứ Edinburgh và tổ chức lễ hội quốc tế hàng năm.